# اندک
اندک (به لاتین: Andek) یک منطقهٔ مسکونی در کامرون است.